# جورج دتون
جورج دتون (بالإنجليزية: George Dutton)‏ هو مهندس ومهندس الصوت أمريكي، ولد في 19 ديسمبر 1899 في ماساتشوستس في الولايات المتحدة، وتوفي في 13 مايو 1977 في سان ماركوس في الولايات المتحدة.

## وصلات خارجية
- جورج دتون على موقع IMDb (الإنجليزية)
- جورج دتون على موقع قاعدة بيانات الفيلم (الإنجليزية)